# Гагик II
Гагик II е арменски цар от династията Багратуни. Роден е през 1025
и почива през 1079. Бил е известен като Гагик II крал на Ани, като Ани е столицата на държавата през това време. В битка с византийската армия, арменските воиски начело с Вахрам Пахлавуни побеждават византийската армия и Гагик II е коронован официално. След победата младият Гагик II беше официално коронясан. Убит е от трима византийски управители.